# Burg Bocholt

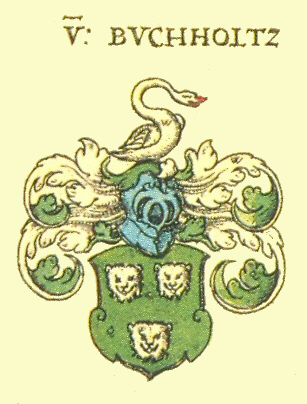
Wappen der Bocholtz

Die Burg Bocholt, auch Haus Bocholt genannt, ist eine ehemalige Wasserburg am Fuße der Süchtelner Höhen im Nettetaler Stadtteil Lobberich im Kreis Viersen in Nordrhein-Westfalen.

## Geschichte
1096 wurde erstmals eine „Burg Bocholtz“ urkundlich erwähnt, diese Erwähnung wird häufig auf die Lobbericher Burg Bocholt angewendet. Dass das Lobbericher Bocholt in der dazu herangezogenen Urkunde gemeint sein könnte, ist höchst unwahrscheinlich – alle anderen Liegenschaften, die dort genannt sind, befinden sich in unmittelbarer Nähe zueinander im heutigen Belgien, dort gibt es ebenfalls ein – deutlich naheliegenderes – "Bocholt".[2]
1242 erscheint erstmals der Name „Gerald de Bocholt“, mit dem das Bocholter Adelsgeschlecht (auch Bucholtz genannt) begann und Jahrhunderte in ganz Europa wirkte. Die Burg diente im geldrischen Lehen als Stammsitz der Bocholter und dem Schutz der alten Römerstraße („Heerstraße“).
1358 wurde die Burg zur effektiveren Verteidigung zu einer Festung erweitert und 1450 eine Vorburg mit Hofanlage erbaut.
1748 kam die Burg mit der Eheschließung von Margereta von Bocholtz an Graf Mirbach zu Harff, der sie an die Bürgerlichen Wilhelm und Kaspar Hauß verpachtete. Vermutlich wurde im Siebenjährigen Krieg (1756–1763) die Hauptburg zerstört.
1905 stürzte der noch erhaltene, 21,5 Meter hohe Kaiserturm bis auf einen Mauerrest ein. Von 2000 bis 2003 ließ der heutige Besitzer Walter Grieger die Vorburg und Hofanlage umfassend renovieren und die wertvolle historische Substanz von der Burg Bocholt Event GmbH erhalten.

## Beschreibung
Die in einem kesselartigen 200 Meter langen und 150 Meter breiten Terrainabschnitt liegende Burg ist von zwei an der West- und Südseite noch vollständig erhaltenen Gräben und einer Umwallung umgeben. Der auf der Höhe abgeplattet noch erhaltene Teil des Walles fällt auf den Seiten steil ab. Der Kaiserturm war der Mittelpunkt der alten Burganlage.

### Kaiserturm
Bei dem viergeschossigen Kaiserturm aus dem 14. Jahrhundert handelt es sich um einen 21,5 Meter hohen quadratischen Backsteinbau mit einer Seitenlänge von 7,4 Meter, einer Mauerstärke von 2,0 Meter und einem Zugang zu einem Kellergewölbe.
Die über dem ersten Stock, mit Burgkapelle, liegenden Stockwerke zeigen große rundbogige Fensteröffnungen und den Abschluss des Turmes bildet ein Zinnenkranz mit vier Zinnen auf jeder Seite.

### Burgkapelle
Die Burgkapelle mit noch erhaltener Wölbung befand sich im ersten Stock des Kaiserturms. Die Wölbung zeigt ein Kreuzgewölbe mit Backsteinkappen zwischen Diagonalrippen aus Niedermendiger Tuffstein mit Hohlkehlprofil und rundem Schlussstein.

### Torbau
Der rechteckige zweigeschossige Torbau mit Ecktürmchen, Treppentürmchen und Walmdach aus dem 15. Jahrhundert mit an den Kopfseiten eingebauten modernen Wirtschaftsgebäuden besteht aus Backstein und Mergelstein in Bändern. Das Erdgeschoss zeigt ein etwa sechs Meter hohes Kreuzgewölbe.